# HMS Unbroken (P42)
O HMS Unbroken foi um submarino operado pela Marinha Real Britânica e um membro do terceiro grupo da Classe U. Sua construção começou em dezembro de 1940 nos estaleiros da Vickers-Armstrongs e foi lançado ao mar em novembro de 1941, sendo comissionado na frota britânica em janeiro do ano seguinte. Era armado com quatro tubos de torpedo de 533 milímetros, possuía um deslocamento submerso de 740 toneladas e conseguia alcançar uma velocidade máxima de onze nós (vinte quilômetros por hora) na superfície e dez nós (dezoito quilômetros por hora) submerso.
O Unbroken entrou em serviço no início da Segunda Guerra Mundial. Ele chegou no Mar Mediterrâneo em fevereiro de 1942 e passou os anos seguintes patrulhando a área, conseguindo torpedear e danificar várias embarcações alemães e italianas, incluindo o cruzadores Muzio Attendolo e Bolzano. Ele deixou o Mediterrâneo em agosto de 1943 e serviu no Golfo da Biscaia e no Mar do Norte até junho de 1944, quando foi transferido para a Frota Naval Militar Soviética. Foi renomeado para V-2 e serviu até ser devolvido em 1949, sendo desmontado no ano seguinte.